# Havhvepse
Havhvepse, hvepsemeduser eller cubomeduser er gopler i klassen Cubozoa og er nældecelledyr.
Havhvepse er kendt for deres ekstreme virkningsfulde gift produceret af nogle arter. Chironex fleckeri og Irukandji-gople (Carukia barnesi og Malo kingi) er blandt de mest giftige skabninger i verden. Stik fra disse og nogle få andre arter i klassen er ekstremt smertefulde og nogle gange dødbringende.
Havhvepse er glasklare og har en let blålig farve, så de er svære at se, de har 24 øjne og de jagter deres bytte. De trækker fat i deres bytte ved hjælp af deres lange arme, der kan være op til 3 meter lange.

## Udbredelse
Selv om de notorisk farlige havhvepsearter stort set er begrænset til tropiske Stillehavs region og Indiske Ocean – heriblandt mange danskeres turistdestinationer som fx Thailand – kan forskellige arter forekomme i subtropiske områder, herunder nordligere Stillehav, i Atlanterhavet, og i Middelhavet. Desuden kan der forekomme havhvepse ved Japan, Sydafrika, og New Zealand.